# Tinta

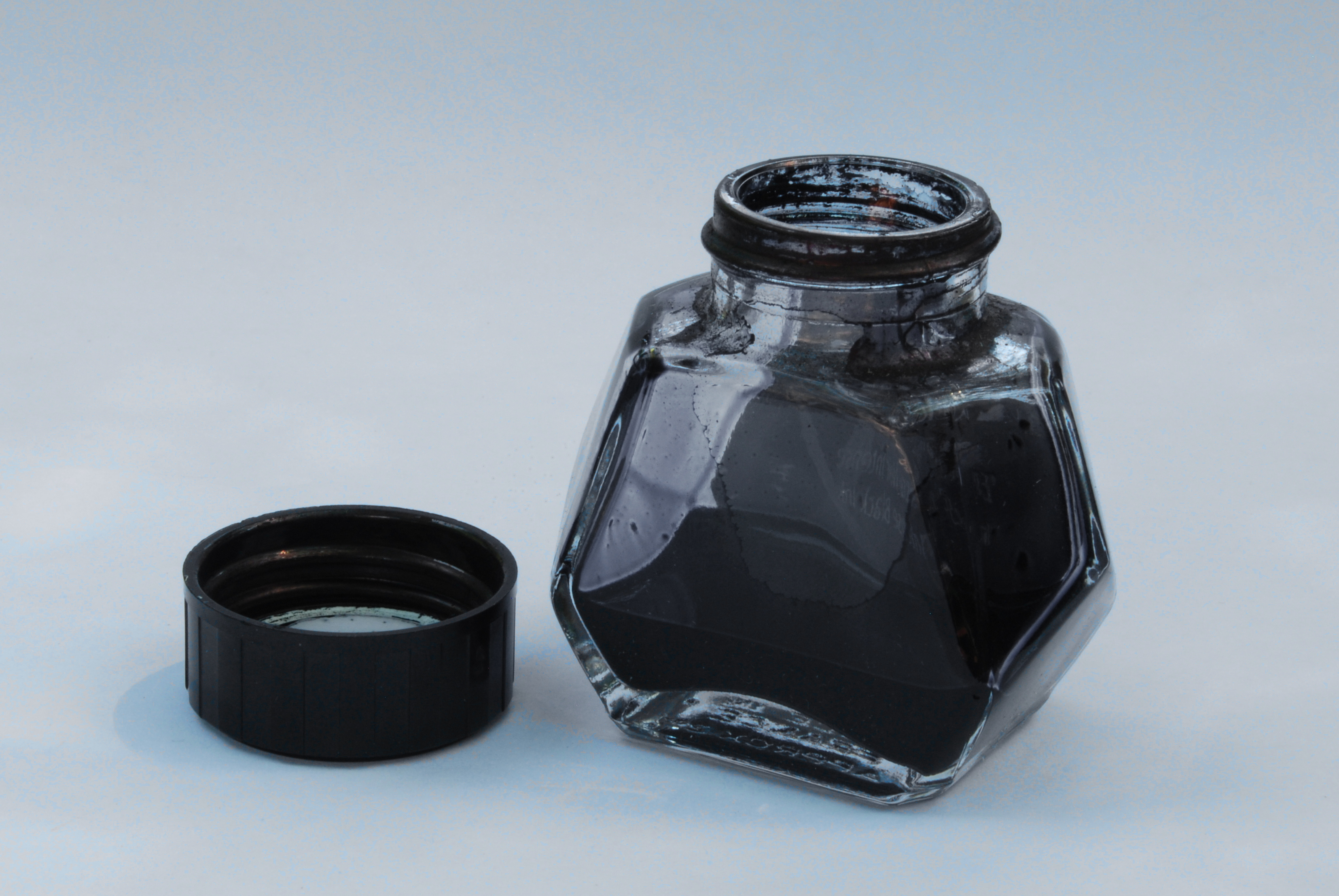
Flascó de tinta negra

La tinta és una mescla líquida, de vegades viscosa, de pigments i aglutinant per tenyir una superfície de color per tal de crear un text o un dibuix, amb alguna figura de traç fi (a diferència de la pintura, encarregada d'omplir àrees i colors i no pas amb línies i traços). Si bé hi ha alguns animals que generen tinta, alguns cefalòpodes com el polp o la sèpia, aquesta no sòl ser la utilitzada en l'escriptura o el dibuix. Aquesta altra usualment està feta de pigments obtinguts de metalls i closques. La tinta xinesa és la més antiga en ús des de fa de més de 5.000 anys.
Per a aplicar la tinta es poden usar diferents estris. El càlam, la ploma o el pinzell, no duen la càrrega de tinta al seu interior i que requereixen un tinter per guardar i preparar la tinta. D'altra banda, i més recents, hi ha la ploma estilogràfica, el bolígraf i també en alguns aparells d'impressora o el fax que duen incorporat un dipòsit propi que conté la tinta i que, per capil·laritat, és «succionada» cap a la punta aplicadora.
L'anomenada tinta invisible, feta amb suc de llimona, serveix per amagar missatges secrets perquè només sigui visible el traç quan s'acosta a una flama o a una altra font de calor.

## Història

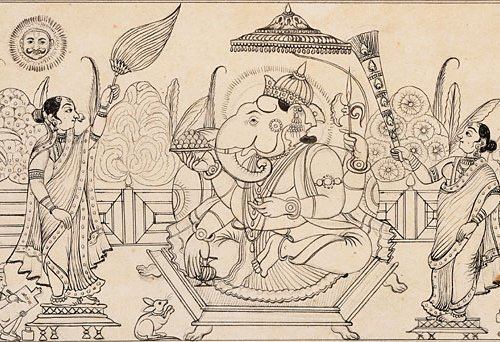
Dibuix a tinta de Ganeixa sota un paraigua (principis del). La tinta, anomenada masi, una barreja de diversos components químics, s'ha utilitzat a l'Índia almenys des del aC. Diversos sutres Jainistes a l'Índia van ser compilats amb tinta.

Moltes cultures antigues d'arreu del món han descobert i formulat tintes de manera independent per escriure i dibuixar. El coneixement de les tintes, les seves receptes i les tècniques per a la seva producció prové de l'anàlisi arqueològica o del mateix text escrit. Es creu que les primeres tintes de totes les civilitzacions s'han fet amb negre fum, una mena de sutge, ja que s'hauria recollit fàcilment com a subproducte del foc.
La tinta es va utilitzar a l'antic Egipte per escriure i dibuixar sobre el papir almenys des del segle xxvi aC. Les tintes vermelles i negres egípcies incloïen ferro i ocre com a pigment, a més dels ions fosfat, sulfat, clorur i carboxilat; mentre que el plom s'emprava com a assecador.
Les tintes xineses poden datar de quatre mil·lennis, del Neolític xinès. Feien servir tintes vegetals, animals i minerals basats en materials com el grafit que es molia amb aigua i s'aplicava amb pinzells de tinta. L'evidència directa de les primeres tintes xineses es troba al voltant del 256 aC al final del Període dels Regnes Combatents i es produïa a partir de sutge i cola animal. Les millors tintes per dibuixar o pintar sobre paper o seda es produeixen a partir de resina del pi. Han de tenir entre 50 i 100 anys. El pal de pinzell xinès es produeix amb una cola de peix, mentre que la cola japonesa (膠 nikawa) és de vaca o cérvol.
La tinta xinesa es va inventar a la Xina, tot i que sovint es comercialitzaven materials des de l'Índia, d'aquí el nom amb què es coneix en anglès, india ink (tinta índia). El mètode tradicional xinès per fer la tinta era triturar una barreja de cola de pell, negre de carbó, negre de llum i pigment de negre d'os amb un morter i després abocar-lo en un plat de ceràmica perquè s'assequi. Per utilitzar la mescla seca, s'aplicaria un pinzell humit fins que es reliqüi. La fabricació de tinta índia va ser ben establerta per la dinastia Cao Wei (220–265 dC). S'han descobert documents indis escrits en Kharosthi amb tinta al Turquestan xinès. Diversos sutres Budistes i Jain a l'Índia van ser compilats amb tinta.
Els emperadors de l'Imperi Romà d'Orient o Bizantí signaven els seus edictes amb una tinta purpúria molt costosa (sacrum encaustum) feta amb una secreció de la glàndula hipobranquial del murex, un gènere de mol·lusc gasteròpode que produïa la púrpura de Tir. L'emperador Lleó III va prohibir l'ús d'aquesta a qualsevol persona que no fos membre de la reialesa. A l'antic Imperi Romà aquest pigment s'usava exclusivament per tenyir la vora de la toga dels senadors i les capes dels generals.
S'escrivien també alguns llibres amb lletres d'or o plata, tals com la Bíblia jueva, traduïda al grec pels 72 intèrprets i copiada en pergamí amb lletres d'or que Eleazar, príncep dels sacerdots jueus, va enviar al faraó Ptolemeu II Filadelf per a la seva Biblioteca d'Alexandria, exemplar que demostra l'antiguitat d'aquest costum. A l'Imperi d'Orient va estar tan admesa la pràctica d'escriure en or que la història de Constantí fa esment de l'ofici de crisògrafs o escriptors de lletres d'or.
Les primeres ressenyes històriques de plomes estilogràfiques es remunten a l'any 953, quan Al-Muïzz, el califa d'Egipte, va exigir una ploma que no li taqués les mans ni la roba, i li van fer un bolígraf que contenia tinta en un dipòsit.
Al segle xv, Johannes Gutenberg va haver de desenvolupar un nou tipus de tinta a Europa per a la impremta. Segons Martyn Lyons al seu llibre Books: A Living History, el colorant de Gutenberg era indeleble, a base d'oli i es feia amb el sutge de llum (negre de llum) barrejat amb vernís i clara d'ou. En aquella època predominaven dos tipus de tinta: la tinta d'escriptura grega i romana (sutge, cola i aigua) i la varietat del segle xii composta de sulfats de ferro, gall, goma i aigua. Cap d'aquestes tintes d'escriptura a mà es podia adherir a les superfícies d'impressió sense crear desenfocaments. Finalment, es va crear una tinta oliosa, semblant a un vernís, feta de sutge, trementina i oli de nou específicament per a la impremta.

## Tipus

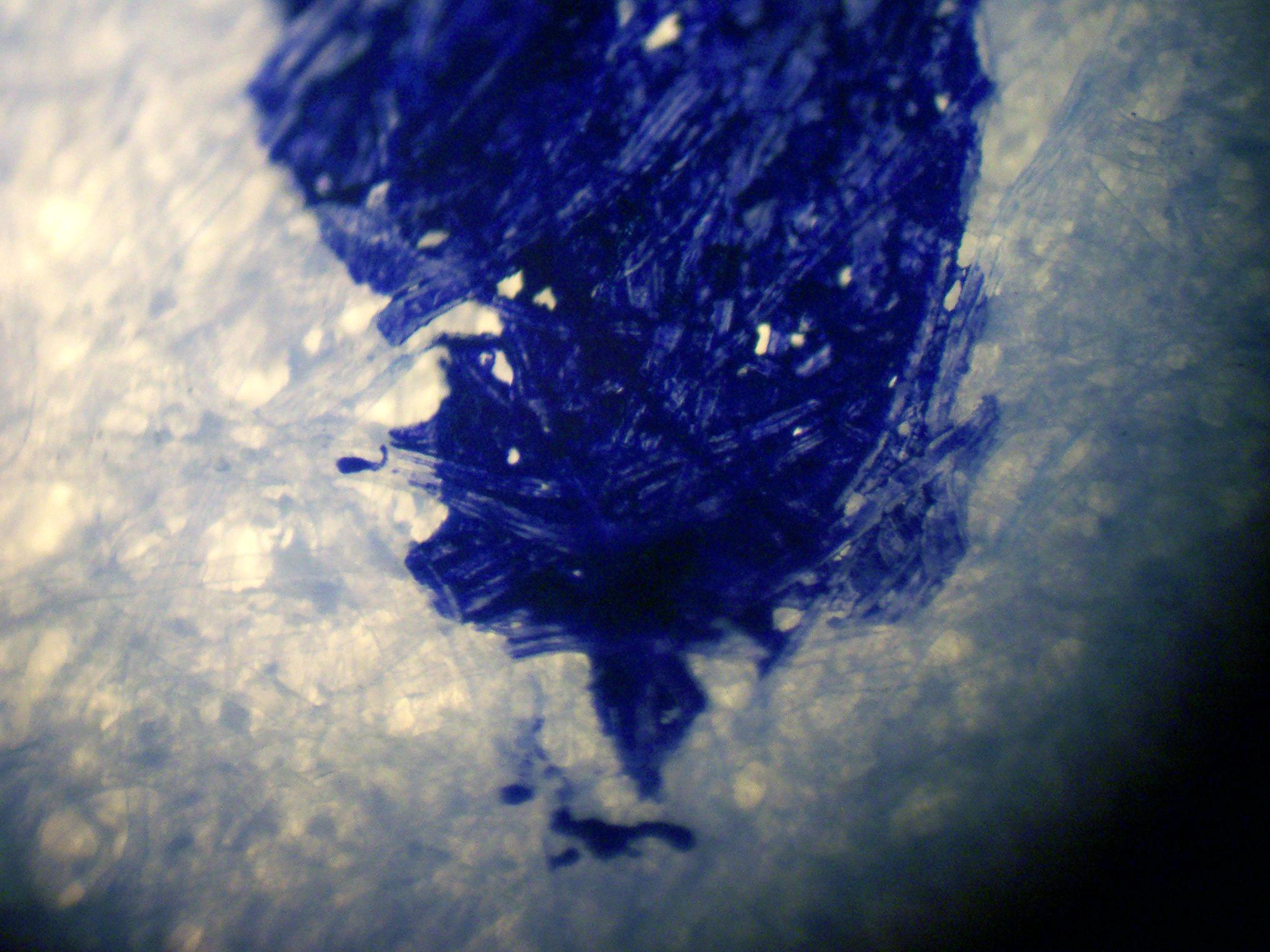
Línia ampliada dibuixada amb una ploma estilogràfica.

Les tintes generalment es divideixen en quatre classes:
- Aquós
- Líquid
- Pasta
- Pols

### Colorants

#### Pigments
Les tintes de pigments s'utilitzen amb més freqüència que els tints amb productes químics perquè són més ràpids en el color, però també són més cares, menys consistents en color i tenen menys intervals de colors que els tints químics. Els pigments són partícules sòlides i opaques suspeses a la tinta per donar color. Les molècules de pigment normalment s'uneixen en estructures de línies cristalines de 0,1 a 2 µm de mida i representen entre el 5 i el 30 % del volum de la tinta. Qualitats com ara la tonalitat, la saturació i la lluminositat varien segons la font i el tipus de pigment.

#### Tints amb productes químics
Els tints a base de productes químics són generalment molt més forts que els que són a base de pigments i poden produir molt més color d'una densitat determinada per unitat de massa. Tanmateix, com que els colorants es dissolen en la fase líquida, tenen tendència a sumar-se al paper, la qual cosa pot permetre que la tinta «sagni» a les vores d'una imatge.
Per evitar aquest problema, les tintes a base de colorants es fabriquen amb dissolvents que s'assequen ràpidament o s'utilitzen amb mètodes d'impressió d'assecat ràpid, com ara bufar aire calent a la impressió fresca. Altres mètodes inclouen aprest de paper més dur i recobriments de paper més especialitzats. Aquest últim mètode és especialment adequat per a tintes emprades en entorns no industrials (que han d'ajustar-se a controls més estrictes de toxicitat i emissions), com ara les tintes d'impressora d'injecció. Una altra tècnica consisteix a recobrir el paper amb un recobriment carregat. Si el colorant té la càrrega oposada, és atret i retingut per aquest recobriment, mentre que el dissolvent s'embolica al paper.
Un avantatge addicional és que les molècules de colorant poden interactuar amb altres ingredients de tinta, la qual cosa pot permetre un major benefici en comparació amb les tintes pigmentades dels abrillantador òptic i els agents que milloren el color dissenyats per augmentar la intensitat i l'aspecte dels colorants.
Les tintes a base de colorants químics es poden utilitzar amb finalitats contra la falsificació i es poden trobar en algunes tintes de gel, tintes de ploma estilogràfica i tintes utilitzades per a paper moneda.

## Tinta indeleble

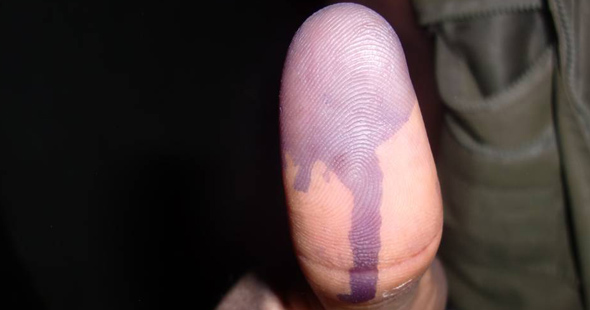
El polze d'un votant tacat amb tinta indeleble.

Alguns tipus de tinta indeleble tenen una vida útil molt curta a causa dels dissolvents que s'evaporen ràpidament. L'Índia, Mèxic, Indonèsia, Malàisia i altres països en desenvolupament han fet servir tinta indeleble en forma de taca electoral per prevenir el frau electoral evitant el vot doble. La tinta electoral basada en nitrat de plata es va aplicar per primera vegada a les eleccions generals de l'Índia de 1962, després de ser desenvolupada al National Physical Laboratory de l'Índia.
La comissió electoral de l'Índia ha usat tinta indeleble per a moltes eleccions. Indonèsia la va emprar en les seves darreres eleccions a Aceh. A Mali, la tinta s'aplica a l'ungla. La tinta indeleble en si mateixa no és infal·lible, ja que es pot utilitzar per cometre frau electoral marcant els membres del partit contrari abans que tinguin l'oportunitat d'emetre els seus vots.
Alguns països que han utilitzat tinta indeleble en algun procés electoral inclouen:
- Afganistan[20]
- Albània[21]
- Algèria[22]
- Bahames[23]
- Dominica
- Egipte[24]
- Filipines[25]
- Guatemala[23]
- Hondures
- Illes Salomó[26]
- Índia[27]
- Indonèsia[28]
- Iraq[29]
- Kènia
- Líban[30]
- Líbia
- Malaisia[31][32]
- Maldives[23]
- Mèxic
- Myanmar[33]
- Nepal[34]
- Nicaragua[35]
- Paquistan[36]
- Perú[37]
- Saint Christopher i Nevis[38]
- Sud-àfrica[39]
- Sri Lanka[40]
- Sudan[41]
- Síria[42]
- Tunísia[43]
- Turquia (fins al 2009)[44]
- Venezuela[45] (fins al 2017)[46]